# دراجان باجيتش

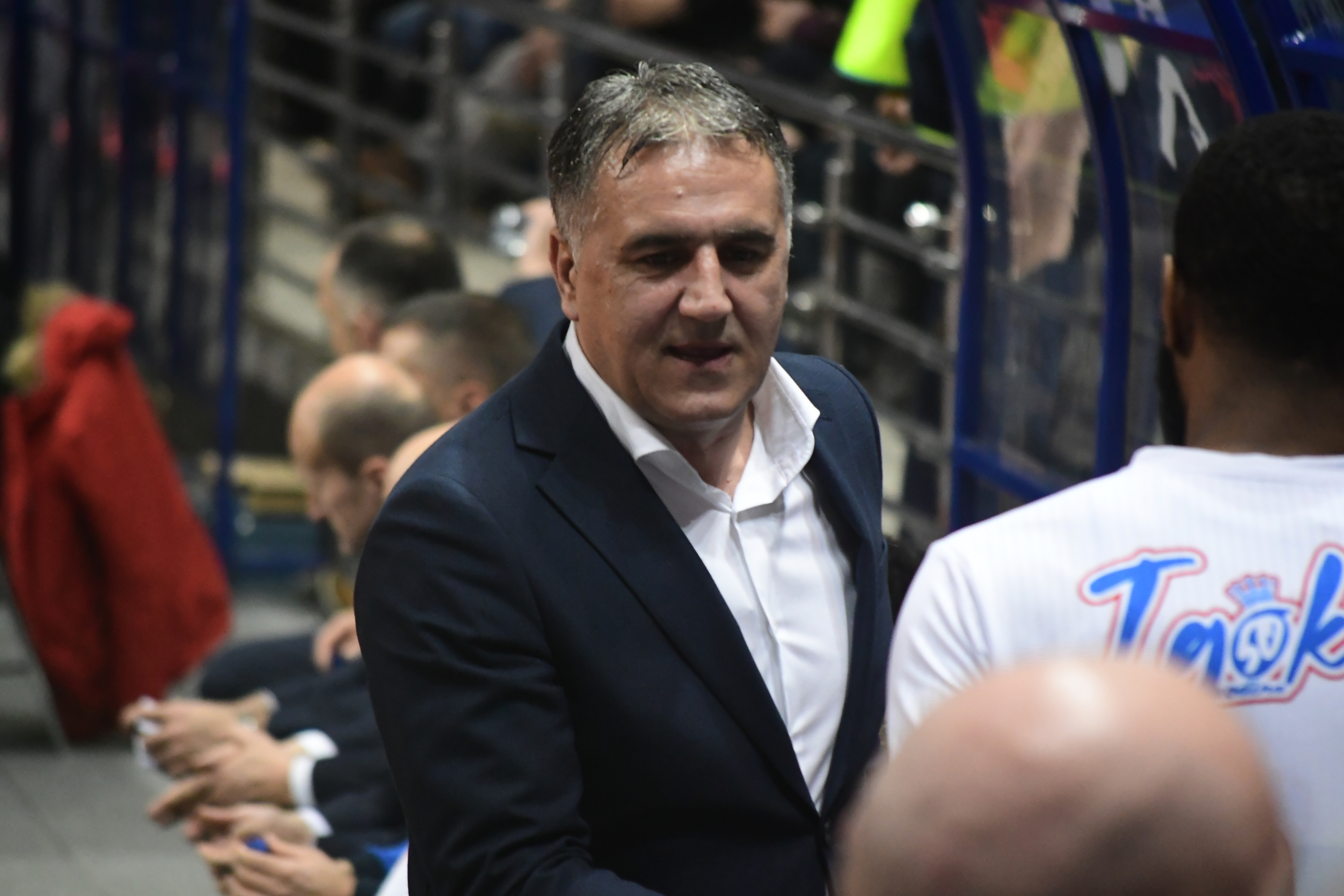

دراجان باجيتش مواليد 24 مايو 1973 في النمسا، هو مدرب كرة سلة بوسني ولاعب معتزل.

## روابط خارجية
- دراجان باجيتش على موقع كرة السلة الأوروبية.كوم (الإنجليزية)